# Семизяброва акула широконоса
Семизяброва акула широконоса (Notorynchus cepedianus) — монотипний вид акули роду Notorynchus родини Багатозяброві акули. Інша назва «плоскоголова семизяброва акула». У Новій Зеландії плем'я маорі називає цю акулу «туатіні».

## Опис
Загальна довжина сягає до 2-2,9 м, вага 100—250 кг. Голова велика, широка. Верхня щелепа витягнута вперед, пласка. Зуби маленькі, проте дуже гострі, нагадують гребінці з зубцями, що зменшуються від переднього до заднього. На верхній щелепі зуби менші, ніж на нижній. Особливістю є наявність 7 пар зябер з кожної сторони, що розташовані в основі грудних плавців. Очі великі без мигальної перетинки. Тулуб кремезний та циліндричний. Грудні плавці великі, широкі, майже трикутні. Має лише 1 спинний плавець, розташований далеко назад до хвостового плавця.
Забарвлення спини сріблясто-сіре з червонувато-коричневим відтінком. Черево світле. Маленькі темні плями вкривають усе тіло.

## Спосіб життя
Тримається від поверхні моря до 300—570 м, часто в затоках й гирлах. Часто здійснює добові міграції, опускаючись вночі в глибини і піднімаючись днем. Відомі, також і сезонні міграції цієї акули в глибини. Зазвичай в теплий період вони мешкають у більш неглибоких місцях, взимку опускаються глибше, слідуючи за планктонними організмами, які служать їжею для тварин, що становлять раціон самої акули.
Живиться різними рибами та організмами костистими рибами, іншими акулами, міногами, дельфінами, яєчними капсулами, химерами, равликами, морськими свинями, тюленями, падлом.
Статева зрілість у самців настає при розмірі у 1,5 м, самиць — близько 2 м. Це живородна акула. Самиця після 12 місяців вагітності народжує 82-95 дитинчат завдовжки 50 см.
Є об'єктом промислового вилову в Китаї, Кореї, Японії, Африці та США. Особливо цінується печінка, яка містить до 75 % жиру та вітамін А. Цей жир використовується в медицині. Цю акулу вживають копченою, в'яленою, їдять тулуб і плавники, готують філе зі шкурою і без шкури. Втім, якщо з'їсти печінку, можна отримати гостре отруєння через величезну кількість вітамінів.
Плем'я маорі в давнину з зубів цієї акули робили пилкоподобні інструменти «міру туатіна» для ритуальних жертвоприношень. Раніше тубільці Океанії використовували акулячий жир, змішаний з червоною охрою, для розмальовки каное і похоронних каменів для могил вождів. Також вони використовували цей жир для змащення небіжчиків, як мастило власного волосся й шкіри.
Становить деяку загрозу для людини.

## Розповсюдження
Мешкає у тропічних та помірних морях Атлантичного та Тихого океанів, утворюючи окремі ареали — біля південної Африки, Аргентини, від Чилі до Перу, Австралії, Нової Зеландії, Китаю, Японії, уздовж тихоокеанського узбережжя США.